# Dipartimento del Mont-Terrible
Il Mont-Terrible (mɔ̃ tɛ.ʁibl) è stato un dipartimento della Prima Repubblica francese con capoluogo Porrentruy.
Il "Monte Terribile" da cui il dipartimento prendeva nome è il mont Terri, un monte di 804 metri vicino Courgenay (adesso nel canton Giura, Svizzera). Il toponimo mont Terrible da un'etimologia popolare del precedente francoconteese mont Tairi, da tari (ta.ʁiʁ), "arido, secco".

## Storia
Il dipartimento venne creato nel 1793 con l'annessione alla Prima Repubblica francese della Repubblica Rauraciana, che era stata creata il 17 dicembre 1792 nella parte tedesca del principato vescovile di Basilea.
Nel 1793 le idee rivoluzionarie condussero alla creazione del dipartimento attraverso conquiste territoriali: il 25 marzo 1793 (5 germinale I) la Convenzione nazionale (Convention nationale) annesse Porrentruy, creando il dipartimento del Mont-Terrible; inviato dalla convenzione il 10 ottobre 1793 (19 vendemmiaio II), Bernard de Saintes con il suo esercito prese possesso in modo pacifico del principato di Montbéliard, controllato dal Württemberg, che venne annesso (11 ottobre 1793 / 20 vendemmiaio II) alla Prima Repubblica francese, inizialmente nel dipartimento dell'Alta Saona (Haute-Saône) e poi, nel 1797, al Mont-Terrible dopo il trattato di Parigi. Firmato il trattato di Campoformio e cambiata in senso ostile la politica del Direttorio verso la Svizzera, l’esercito francese occupò e annesse al dipartimento anche i restanti baliaggi del vescovato ricadenti in territorio elvetico.
Il dipartimento venne abolito nel 1800, quando il suo territorio venne annesso all'Alto Reno (Haut-Rhin), all'interno dei neocostituiti arrondissement di Delémont e Porrentruy.
Col Congresso di Vienna del 1815, il territorio che aveva precedentemente formato il dipartimento del Mont-Terrible fu diviso tra Doubs (Montbéliard) e il cantone svizzero di Berna, principalmente di lingua tedesca e protestante (adesso il territorio assegnato alla Svizzera è diviso tra il Canton Giura e la regione francofona del Giura bernese).